# Tertulia de Creadores

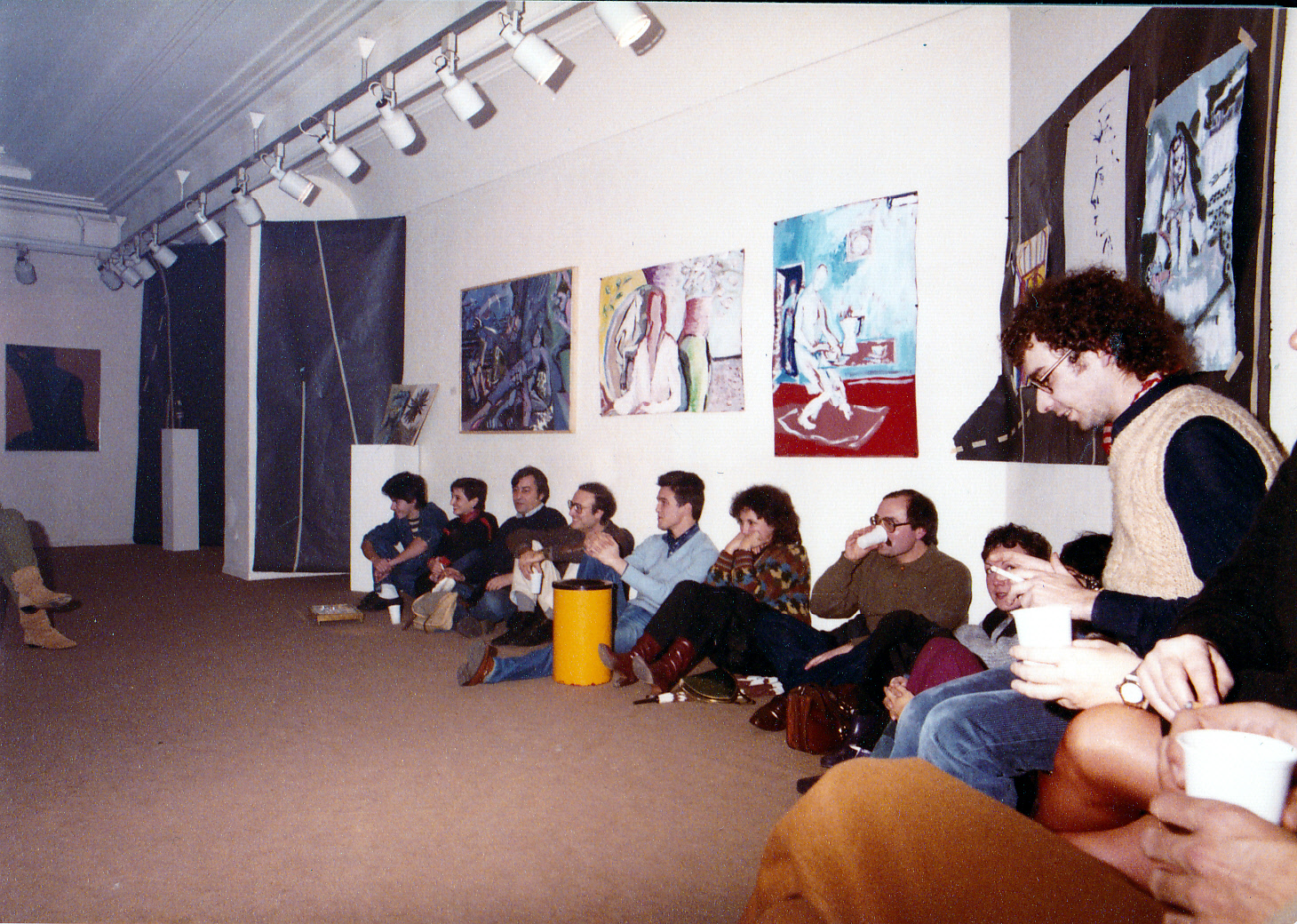
Una de las sesiones de la Tertulia de Creadores en la Sala Minerva del Círculo de Bellas Artes de Madrid.

La Tertulia de Creadores fue un ciclo de encuentros literarios realizados entre 1983 y 1984 en el Círculo de Bellas Artes de Madrid, bajo la dirección del escritor Gregorio Morales. Consistió en una serie de conferencias, debates, exposiciones, lecturas y actividades multidisciplinares, con participación de figuras relevantes de la escena artística e intelectual española de la época. Por sus reflexiones sobre la posmodernidad, se le considera un ejemplo representativo del componente literario de la Movida madrileña.

## Historia
Se planteó como un espacio cuyo objetivo era definir una literatura oficial de la movida madrileña, un fenómeno cultural que estaba en proceso de institucionalización y comercialización, pero sin un discurso narrativo sólido como el de otras artes, estableciendo los cimientos de una literatura de línea posmoderna. Según uno de los programas impresos de la época, el objetivo era someter el concepto de creación artística a una revisión crítica y experimental desde múltiples enfoques, promoviendo la colaboración entre autores de distintas disciplinas.
El ciclo comenzó el 18 de octubre de 1983 con la sesión titulada Modernismo y Posmodernismo, que incluyó intervenciones de Borja Casani, José Tono Martínez, Llorenç Barber y Morales. Las ambientaciones plásticas estuvieron a cargo de Kiko Feria y Valentín Zapata.
En las sesiones posteriores participaron, entre otros, Ramón Mayrata, Luis Antonio de Villena, Lourdes Ortiz, Óscar Ladoire, Vicente Molina Foix, Luis Eduardo Aute, Santiago Auserón, Jesús del Pozo, Vicente Verdú, Ouka Lele, Javier Vallhonrat, Sigfrido Martín Begué, Nacho Canut, Jesús del Pozo y Vicente Verdú.

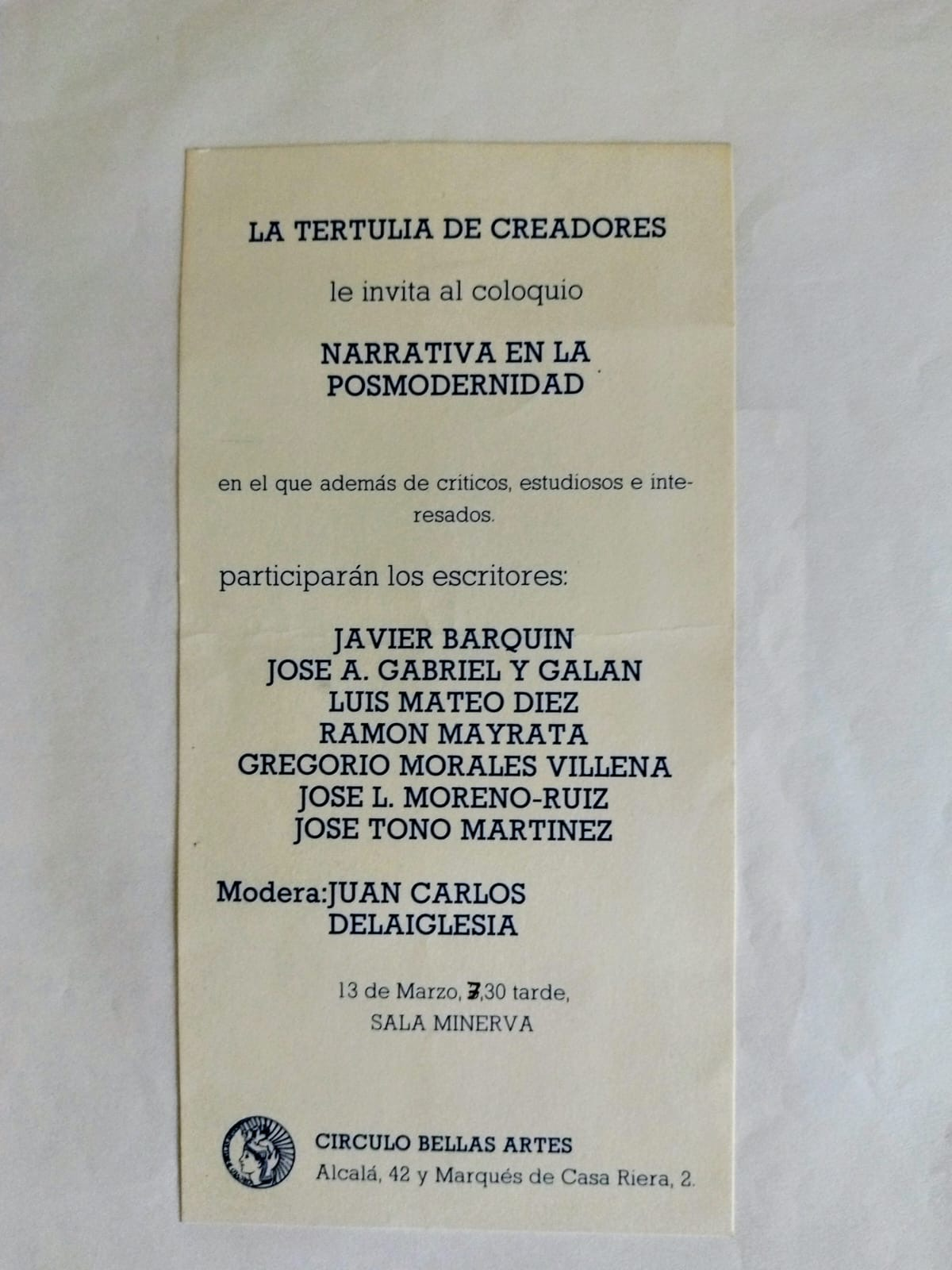
Invitación al coloquio Narrativa en la posmodernidad (Madrid, 1984)

El 13 de marzo de 1984 se celebró la sesión Narrativa en la posmodernidad, considerada por algunos estudios como el momento de consolidación de la llamada Literatura de la Movida. Participaron en ella Javier Barquín, José Antonio Gabriel y Galán, Luis Mateo Díez, José Luis Moreno-Ruiz, Tono, Mayrata y Morales y fue moderada por Juan Carlos de Laiglesia.

## Influencia
Morales recreó el ambiente de estas tertulias en sus novelas La cuarta locura (1989) y La individuación (2003), donde aparecen referencias a las dinámicas creativas desarrolladas en dicho contexto.
De Laiglesia en su obra de 2003, Ángeles de neón. Fin de siglo en Madrid (1981-2001), relató sus recuerdos sobre esta época y la participación en eventos como la Tertulia de Creadores. 
Más tarde, la escritora Espido Freire, en su obra Mileuristas. Retrato de la generación de los mil euros (2006), menciona estas tertulias como uno de los espacios en los que se definió la posmodernidad cultural en el Madrid de los años ochenta, junto a iniciativas periodísticas y literarias paralelas.